# Dracula: Resurrection (videojuego)
Dracula: Resurrection es un videojuego de terror y de aventura desarrollado en 1999 para Microsoft Windows por las compañías francesas Index +, 4X Technologies y Visual Impact, y publicado conjuntamente por Index +, France Telecom Multimedia, Groupe Canal+ y Microïds. En 2001, fue adaptado para la PlayStation. Mucho más adelante, en 2011, una versión de este videojuego fue editada para ser jugada en Mac OS y posteriormente, en 2013, en Android.
El juego es una secuela no oficial de la novela Drácula (1897) del escritor Bram Stoker, situada siete años después de sus últimos acontecimientos. Mina Harker se encuentra inexplicablemente atraída a Transilvania y, convencido de que Drácula ha regresado, Jonathan Harker se propone salvarla. El juego fue seguido por una secuela directa a finales de 2000, Dracula: El último santuario.
Fue ampliamente vendido para PC, recibiendo críticas mixtas, con elogios de los gráficos del juego y algunos de los rompecabezas, pero criticando el doblaje, la trama y la brevedad del juego. Tuvo un éxito comercial moderado, con 200 000 unidades vendidas en todo el mundo para septiembre de 2000 y 170 000 vendidas solo en América del Norte para 2003. Para 2007, junto con la secuela, habían alcanzado la cifra de un millón de unidades vendidas.

## Jugabilidad
Es un videojuego de aventuras y point and click en primera persona que emplea un campo de visualización head-up (HUD). Se puede acceder al inventario del jugador presionando un botón, mientras que presionando otro se permite la opción de guardar el juego, abandonar la partida o cargar una previamente guardada. Como tal, la pantalla completa solo muestra el juego directo.
Utiliza una interfaz básica que permite apuntar y hacer clic para mover al jugador y manipular el mapa del juego. Dentro de cada pantalla estática, el jugador puede mirar alrededor de 360 grados. A medida que se mueve el cursor alrededor de la pantalla, se cambia a diferentes estilos dependiendo de la situación: cursor neutral (no permite la interacción), una flecha (permite moverse en la dirección indicada), una mano (se puede tomar el objeto), una lupa (permite examinar algo con más detalle), una flecha inversa (el jugador puede moverse hacia atrás desde un área con la que ha examinado a través de la lupa), un engranaje (el jugador debe usar un elemento de inventario para iniciar la interacción con el objeto) o un engranaje con una mano (el jugador puede operar el objeto sin usar un artículo de inventario).
El símbolo más encontrado en el juego es el engranaje. Cuando se encuentra, el jugador debe entrar en su inventario y seleccionar un elemento. Si es el elemento correcto para la acción, el objeto aparecerá rodeado con un círculo verde. Si fuese erróneo, este no aparecerá.

## Sinopsis
Comienza con la escena final de la novela de Bram Stoker, con los gitanos sirvientes del conde Drácula siendo atacados por Jonathan Harker. Drácula es asesinado y Mina Harker es liberada por fin de su esclavitud psíquica, por la que estaba ligada al vampiro. Sin embargo, a pesar de la aparente tranquilidad que dejaba la muerte de Drácula, Jonathan se muestra escéptico sobre si realmente lo ha hecho o no. La acción se traslada a continuación a Londres, siete años después de los últimos actos en Transilvania. A pesar del tiempo pasado, Mina comienza a sentir una fuerza irresistible que la atrae al castillo de Drácula en los Cárpatos. Ella deja una carta para Harker, rogándole que no la siga. Sin embargo, al encontrarla, Jonathan decide escribir a su viejo amigo el doctor John Seward, pidiéndole que investigue el asunto en Londres, mientras que él decide marcharse en busca de su esposa.
Harker llega al hostal Golden Crown, en el desfiladero del Borgo a altas horas de la noche y la encargada, Barina, le aconseja que no vaya al castillo hasta la mañana siguiente, que es la víspera de San Jorge, una noche en la que se cree que los demonios caminan sobre la tierra. Mientras Harker se pregunta qué hacer, un hombre en la posada, Micha, le dice que el camino más rápido hacia el castillo es a través de un viejo puente, pero el camino está lleno de trampas. Sin inmutarse, Harker se dirige hacia él pero lo encuentra protegido por un gitano que no lo deja pasar. Atraído por un cercano cementerio, Jonathan contempla en él una misteriosa luz azul que emana sobre una tumba con una efigie que muestra a San Jorge matando a un dragón. Harker comienza a cavar y pronto encuentra un anillo mecánico, un dragón que se come su propia cola. Al regresar a la posada, le muestra el anillo a Micha, quien le dice que no entiende los poderes con los que está tratando. Micha explica que hace siete años, los gitanos de Drácula desaparecieron, pero que han regresado recientemente, y que el mismo Drácula es un mal puro. Harker también le muestra el anillo a Barina, contándole las llamas azules. Sorprendida, ella le dice que las llamas azules solo aparecen en una tumba cuando el demonio encerrado en su interior ha roto sus cadenas.
Continuando con la exploración del lugar, Harker se encuentra con una flauta de pan en una casa cercana. Micha le explica que los gitanos del conde usan esas flautas para comunicarse entre ellos a larga distancia. Harker decide tocarla para llamar al guardia del puente para que vaya hacia la posada, momento en que decide golpearle y noquearle para poder pasar. Luego trata de cruzar el puente, pero se derrumba antes de que pueda hacerlo. Regresa con Micha, quien le cuenta los rumores de un túnel secreto hacia el castillo que conduce desde una cabaña cercana, pero nadie sabe cómo acceder a él. Mientras tanto, los otros gitanos encuentran a su compañero inconsciente afuera y rodean la posada. Barina le dice a Harker que antes de su muerte, su esposo le dijo que había un pasaje en el sótano del hostal que llevaba a las afueras. Decide entregarle a Jonathan el diario de su difunto marido, donde describe el anillo que descubrió en la tumba y que es la clave para cruzar el pasaje. Tras salir escondido de la posada, se dirige a la cabaña y encuentra un túnel secreto que conduce, a su vez, a un pozo abandonado en una mina. Utilizando un carro de las minas, cruza el lago que lo bloquea del castillo sin ser descubierto por los gitanos de Drácula.
Al llegar al castillo, Harker se encuentra con Dorko, una anciana encerrada en un calabozo, que le dice que una vez gobernó el castillo con el padre de Drácula, pero que ahora el conde no la necesita y por eso la ha expulsado del calabozo. Ella jura ayudar a Harker a encontrar a Mina si él la ayuda a escapar. Ella dice que Mina está en una torre secreta custodiada por las novias de Drácula, y explica que Harker debe encontrar un amuleto para abrir la torre. En la biblioteca, Harker encuentra una nota de Drácula, que ahora está en Londres, felicitándolo por haber llegado tan lejos, pero burlándose de su inminente fracaso. Mientras busca el amuleto, encuentra otra carta de Drácula en la que habla sobre un encuentro con el artista italiano del Renacimiento Leonardo da Vinci y explicándole cómo ha construido su propia máquina voladora.
Tras encontrar el amuleto, Jonathan regresa con Dorko, quien lo lleva a Mina, pero ella le acaba traicionando, encerrándole en la torre en un esfuerzo por recuperar la confianza de Drácula. Sin embargo, la torre en la que se encuentran Harker y Mina es también la torre donde Drácula ha escondido su máquina voladora. Cuando Harker intenta escapar usando la máquina, es atacado por las novias de Drácula, pero puede eludirlas y huir, con una Mina inconsciente a su lado. Al salir de las inmediaciones del castillo, Harker dice que Mina nunca podrá estar a salvo mientras Drácula viva, y como tal, al regresar a Londres, debe derrotar al Conde de una vez por todas.

## Recepción
A nivel comercial, el videojuego fue un éxito comercial. Según Index+, las ventas mundiales combinadas de las ediciones de ordenador y de PlayStation llegaron a superar las 200 000 unidades en septiembre de 2000. En América del Norte, PC Data reportó a finales de ese año un total de 27 798 ejemplares para ordenador vendidos, con 6012 solo vendidos en diciembre. Según DreamCatcher, Dracula: Resurrection totalizó 170 000 copias vendidas en América del Norte solo a principios de 2003. La reedición coleccionista del videojuego alcanzó los 20 910 ejemplares en la región durante 2003.
En junio de 2007, Microïds anunció que las ventas globales de Dracula: Resurrection y su secuela, Dracula 2: The Last Sanctuary, habían superado el millón de copias.
La versión para PC del juego recibió "revisiones mixtas o promedio" y tiene una puntuación global de 67 sobre 100 en Metacritic, basado en trece revisiones.
Scott Steinberg de IGN puntuó con un 8 sobre 10 el videojuego, alabando su interfaz simple, la lógica de los rompecabezas, el nivel de dificultad y los gráficos. "Aunque Dracula: Resurrection es un viaje rápido, vale la pena jugarlo". Marc Saltzman de PC Gamer también escribió que "demuestra que hay mucha sangre en este género".
En una crítica posterior a su lanzamiento, en 2014, Pascal Tekaia, de Adventure Gamers, le puntuó con 3,5 estrellas sobre 5, escribiendo del videojuego que su presentación "lo coloca dentro del universo sobre Drácula [...] es un agradable debut de serie que se guarda de la grandeza por su corta duración y varios rompecabezas". Criticó la falta de explicaciones lógicas del juego, sobre cómo resucita el conde Drácula, y que sentía que la historia era demasiado similar a la novela original. Tekaia elogió los efectos de sonido y la música, pero criticó las voces; si bien la principal crítica fue "la curva de dificultad desigual e artificialmente inflada de los rompecabezas"; concluyó diciendo que no sorprende por los valores de narración y producción, "pero ofrece horas llenas de diversión, inmerso en su mundo oscuro y lúgubre".
Ron Dulin de GameSpot anotó el juego con una puntuación de 6 sobre 10. También criticó el hecho de que la resurrección de Drácula nunca se explicara, y también fue crítico con el juego central. "Con sólo hacer clic en cada objeto de tu inventario pasabas a resolver la mayoría de los rompecabezas. No hay forma de morir en el juego, así que no hay un castigo real por simplemente intentar todo". Quedó impresionado con los gráficos, y calificó a los NPC de "algunos de los personajes humanos renderizados con mejor aspecto que hayan aparecido en un juego de PC". Sin embargo, fue crítico con las voces. "Dracula: Resurrection es interesante sólo porque es rápido, fácil y atmosférico. Es muy corto, por lo que incluso los jugadores novatos de aventura no tendrán muchos problemas para terminarla en algunas sesiones".
Por último, Zack Howe, de Adventure Classic Gaming, lo calificó con un 2 sobre 5, reseñándole como "una aventura entretenida pero algo decepcionante". También elogió los gráficos, calificándolos de "sublimes" y "vanguardistas", y se refirió a los NPC como "el modelo de personajes en 3D más sorprendente que jamás hayas visto". Sin embargo, escribió que "se juega como un escaparate para que los diseñadores muestren las últimas y más avanzadas técnicas de animación". Concluyó que era un buen juego de aventuras, pero que no podía evitar que podía llegar a ser mejor.